# Pardogryllacris
Pardogryllacris is een geslacht van rechtvleugeligen uit de familie Gryllacrididae. De wetenschappelijke naam van dit geslacht is voor het eerst geldig gepubliceerd in 1937 door Karny.

## Soorten
Het geslacht Pardogryllacris omvat de volgende soorten:
- Pardogryllacris abnormis Karny, 1937
- Pardogryllacris dyak Griffini, 1909
- Pardogryllacris lineolata Serville, 1838
- Pardogryllacris pardalina Gerstaecker, 1860
- Pardogryllacris spuria Brunner von Wattenwyl, 1888